# Wilhelm Bock (Paläontologe)
Wilhelm Bock (* um 1897; † 1972)  war ein US-amerikanischer Privat-Paläontologe und Fossiliensammler.
Wilhelm Bock war ein Ingenieur, der eine sehr umfangreiche Sammlung von pflanzlichen und tierischen Fossilien der Newark Supergroup des Nordostens der USA zusammentrug (Trias). Vielfach sammelte er entlang der Bahnstrecke von seinem Wohnort North Wales (Montgomery County, Pennsylvania, ein Vorort nördlich von Philadelphia) nach Gwynedd.
Zuerst veröffentlichte er 1945 eine Erstbeschreibung Gwyneddosaurus erici, und bis in die 1960er Jahre führte er 5 neue Familien, 2 Subfamilien, 27 Gattungen und 92 neue Arten ein.
Seine Sammlung mit vielen Holotypen und Paratypen ist in der Academy of Natural Sciences (ANSP), wo sie später teilweise wiederentdeckt wurde, teilweise verschollen, da er Anfang der 1960er Jahre die ANSP verließ und wahrscheinlich in seinem Wohnhaus eine eigene Sammlung, die Geological Research Foundation, gründete. Die Familie zog nach seinem Tod nach Florida.

## Schriften
- New Crustaceans from the Lockatong of the Newark Series, In: The Academy of Natural Sciences of Philadelphia, Notulae Naturae 183, 1946.
- New Eastern American Triassic Fishes and Triassic Correlations. In: Geological Center Research Series Vol. 1, Lansdale, Pennsylvania 1959.